# Interpretations:カーペンターズ コレクション 25th Anniversary Celebration
| 専門評論家によるレビュー | 専門評論家によるレビュー |
| レビュー・スコア         | レビュー・スコア         |
| 出典                     | 評価                     |
| ------------------------ | ------------------------ |
| Allmusic                 | [ 2 ]                    |

『Interpretations:カーペンターズ コレクション 25th Anniversary Celebration』（インタープリテーション カーペンターズ コレクション トゥウェンティフィフス セレブレーション、Interpretations）は、1995年2月にカセットテープ（コンパクトカセット）とCDでリリースされた、カーペンターズのコンピレーション・アルバム。収録曲のうち、「ウィズアウト・ア・ソング」、「フロム・ジス・モーメント・オン」、「うつろな想い」の3曲は未発表曲であった。このアルバムは、カーペンターズがデビュー・アルバム『涙の乗車券』（発売当初は『オファリング』）を発表してから25周年の記念盤とされていた。数ヶ月後には、VHS方式のビデオソフトとして、テレビ番組におけるパフォーマンスなどを収録した同名の『Interpretations』がリリースされた。こちらは後にDVD化されている。
英語の「interpretation」には、「自分独自の解釈による演奏」といった意味もあり、このアルバムの収録曲にはリチャード・カーペンターが作詞作曲に関わったものはないため、カバー集と説明されることもあるが、他の作家の提供を受け、カーペンターズが最初にレコード化した「雨の日と月曜日は」なども収録されている。

## トラック・リスト
1. ウィズアウト・ア・ソング (Without a Song) – 1:02 - 未発表曲：1980年にテレビの特別番組『The Carpenters: Music, Music, Music』のために録音
2. スーパースター (Superstar) – 3:48 - アルバム『カーペンターズ』（1971年）収録、1991年リミックス
3. 雨の日と月曜日は (Rainy Days and Mondays) – 3:36 - アルバム『カーペンターズ』（1971年）収録、1991年リミックス
4. 動物と子供たちの詩 (Bless the Beasts and Children) – 3:15 - アルバム『ア・ソング・フォー・ユー』（1972年）収録、1991年リミックス
5. マスカレード (This Masquerade) – 4:53 - アルバム『ナウ・アンド・ゼン』（1973年）収録、1991年リミックス
6. ソリテアー (Solitaire) – 4:40 - アルバム『緑の地平線〜ホライゾン』（1975年）収録
7. ホエン・アイ・フォール・イン・ラブ (When I Fall in Love) – 3:08 - アルバム『愛の軌跡〜ラヴラインズ』（1989年）収録：1978年にテレビ特別番組『The Carpenters...Space Encounters』のために録音されたが、使用されず、後に『The Carpenters: Music, Music, Music』で使用された
8. フロム・ジス・モーメント・オン (From This Moment On) – 1:57 - 未発表曲：1980年にテレビの特別番組『The Carpenters: Music, Music, Music』のために録音
9. うつろな想い (Tryin' to Get the Feeling Again) – 4:23 - 未発表曲：1975年にアルバム『緑の地平線〜ホライゾン』のために録音したが、収録されなかった
10. 涙の色は (When It's Gone) – 5:01 - アルバム『メイド・イン・アメリカ』（1981年）収録
11. アイ・ビリーヴ・ユー (I Believe You) – 3:55 - アルバム『メイド・イン・アメリカ』（1981年）収録
12. リーズン・トゥ・ビリーヴ (Reason to Believe) – 3:04 - アルバム『遙かなる影』（1970年）収録、1991年リミックス
13. 遙かなる影 ((They Long to Be) Close to You) – 3:42 - アルバム『遙かなる影』（1970年）収録、1991年リミックス
14. 星空に愛を (Calling Occupants of Interplanetary Craft) – 7:08 - アルバム『パッセージ』（1977年）収録：1978年にテレビ特別番組『The Carpenters...Space Encounters』のために録音
15. リトル・ガール・ブルー (Little Girl Blue) – 3:24 - アルバム『愛の軌跡〜ラヴラインズ』（1989年）収録：1978年にテレビ特別番組『The Carpenters...Space Encounters』のために録音
16. 愛のプレリュード (We've Only Just Begun) – 3:04 - アルバム『遙かなる影』（1970年）収録、1991年リミックス

### カセットテープ版のトラック・リスト
Side A
1. トップ・オブ・ザ・ワールド (Top of the World)
2. ウィズアウト・ア・ソング
3. シング (Sing)
4. 動物と子供たちの詩
5. マスカレード
6. ソリテアー
7. ホエン・アイ・フォール・イン・ラブ
8. フロム・ジス・モーメント・オン
9. うつろな想い
10. 涙の色は
11. 愛のゆくえ (Where Do I Go from Here)
12. 愛は虹の色 (Desperado)

Side B
1. スーパースター
2. 雨の日と月曜日は
3. 涙の乗車券 (Ticket to Ride)
4. イフ・アイ・ハド・ユー (If I Had You)
5. プリーズ・ミスター・ポストマン (Please Mr. Postman)
6. 愛のプレリュード
7. 星空に愛を
8. リトル・ガール・ブルー
9. あなたがすべて (You're the One)
10. 遙かなる影

- A&Mレコードのカセットには、ライナーノートが記された折り畳み式のカバーがついている。 (Catalogue No. 540 251-4; released in 1994)

## このアルバムからのシングル
"Tryin' to Get the Feeling Again"
UK CD single (1994) 580761-2
1. "Tryin' to Get the Feeling Again"
2. "Sing"
3. "(They Long to Be) Close to You"

## 日本盤のトラック・リスト
アメリカ合衆国発売のCDと比べると、日本盤では、米国ではカセットのみの収録だった6曲が追加され、曲順もカセット版に似たものに変更されている。
1. ウィズアウト・ア・ソング
2. シング - 米国ではカセットのみ
3. 動物と子供たちの詩
4. マスカレード
5. ソリテアー
6. ホエン・アイ・フォール・イン・ラブ
7. フロム・ジス・モーメント・オン
8. うつろな想い
9. 涙の色は
10. 愛のゆくえ - 米国ではカセットのみ
11. 愛は虹の色 - 米国ではカセットのみ
12. スーパースター
13. 雨の日と月曜日は
14. 涙の乗車券 - 米国ではカセットのみ
15. イフ・アイ・ハド・ユー - 米国ではカセットのみ
16. プリーズ・ミスター・ポストマン - 米国ではカセットのみ
17. 愛のプレリュード
18. 星空の旅立ち - アルバム『パッセージ』における日本語題は「星空に愛を」
19. リトル・ガール・ブルー
20. あなたがすべて
21. 遥かなる影